# Мацидонський Федір Гнатович
Федір Гнатович Мацидонський (16 лютого 1918 , Гусятин, Подільська губернія  — 27 липня 1991 , Чернівці ) — український радянський діяч, голова Чернівецького облвиконкому. Депутат Верховної Ради УРСР 5—6-го скликань (у 1960—1967 роках). Член ЦК КПУ в 1960—1961 роках. Член Ревізійної Комісії КПУ в 1961—1966 роках.

## Біографія
Народився 16 лютого 1918 року в селянській родині в селі Гусятин Подільської губернії.
З грудня 1939 року — в Червоній армії. Призваний на військову службу Орининським районним військовим комісаріатом Кам'янець-Подільської області.
Член ВКП(б) з 1940 року.
Учасник німецько-радянської війни з 1941 року. Служив командиром стрілецького взводу 221-го полку 60-ї стрілецької дивізії 17-го корпусу 12-ї армії Південно-Західного фронту, старшим піротехніком 67-го артилерійсько-паркового дивізіону 6-ї армії Північно-Кавказького фронту, командиром відділення 5-го батальйону 1-ї фронтової трофейної бригади 3-го Українського фронту.
Після демобілізації перебував на партійній роботі. До січня 1950 року — секретар Летичівського районного комітету КП(б)У Кам'янець-Подільської області.
З січня 1950 по квітень 1951 року працював начальником політичного відділу Веренчанської, а з квітня 1951 по квітень 1953 року — Вікнянської машинно-тракторних станцій (МТС) Заставнівського району Чернівецької області.
У квітні (затв.) 1953 — вересні 1960 року — 1-й секретар Заставнівського районного комітету КПУ Чернівецької області.
20 вересня 1960 — 18 листопада 1963 року — голова виконавчого комітету Чернівецької обласної ради депутатів трудящих.
У 1970-х роках працював директором Чернівецького технікуму радянської торгівлі.
Потім — на пенсії в місті Чернівцях.

## Звання
- старший сержант
- капітан

## Нагороди та відзнаки
- орден Леніна (26.02.1958)
- орден Вітчизняної війни 1-го ст. (6.04.1985)
- ордени
- медаль «За бойові заслуги» (27.04.1945)
- медаль «За оборону Кавказу»
- медаль «За взяття Будапешта»
- медаль «За взяття Відня»
- медаль «За перемогу над Німеччиною у Великій Вітчизняній війні 1941—1945 рр.»
- медалі